# Gallner (Konzell)
Die Einöde Gallner ist ein Gemeindeteil der Gemeinde Konzell im niederbayerischen Landkreis Straubing-Bogen.
Sie liegt nordwestlich unterhalb des Berg-Gipfels auf dem Höhenzug des Gallners und vier Kilometer südwestlich des Hauptorts Konzell. Die Erschließung erfolgt durch eine schmale Straße von Denkzell über Forsting bis zur Kreisstraße SR 13 in der Nähe von Herrnfehlburg.

## Baudenkmäler
Die katholische Filialkirche St. Sixtus und der Bauernhof sind eingetragene Baudenkmäler.

### Kirche St. Sixtus
Gemeinsam mit anderen Bischöfen verlieh der Bischof von Porto, Rodericus Borgia, der 1492 Papst Alexander VI. wurde, am 5. April 1490 einen Ablass für den Besuch der Kapelle auf dem Gallner zu bestimmten Kirchenfesten.

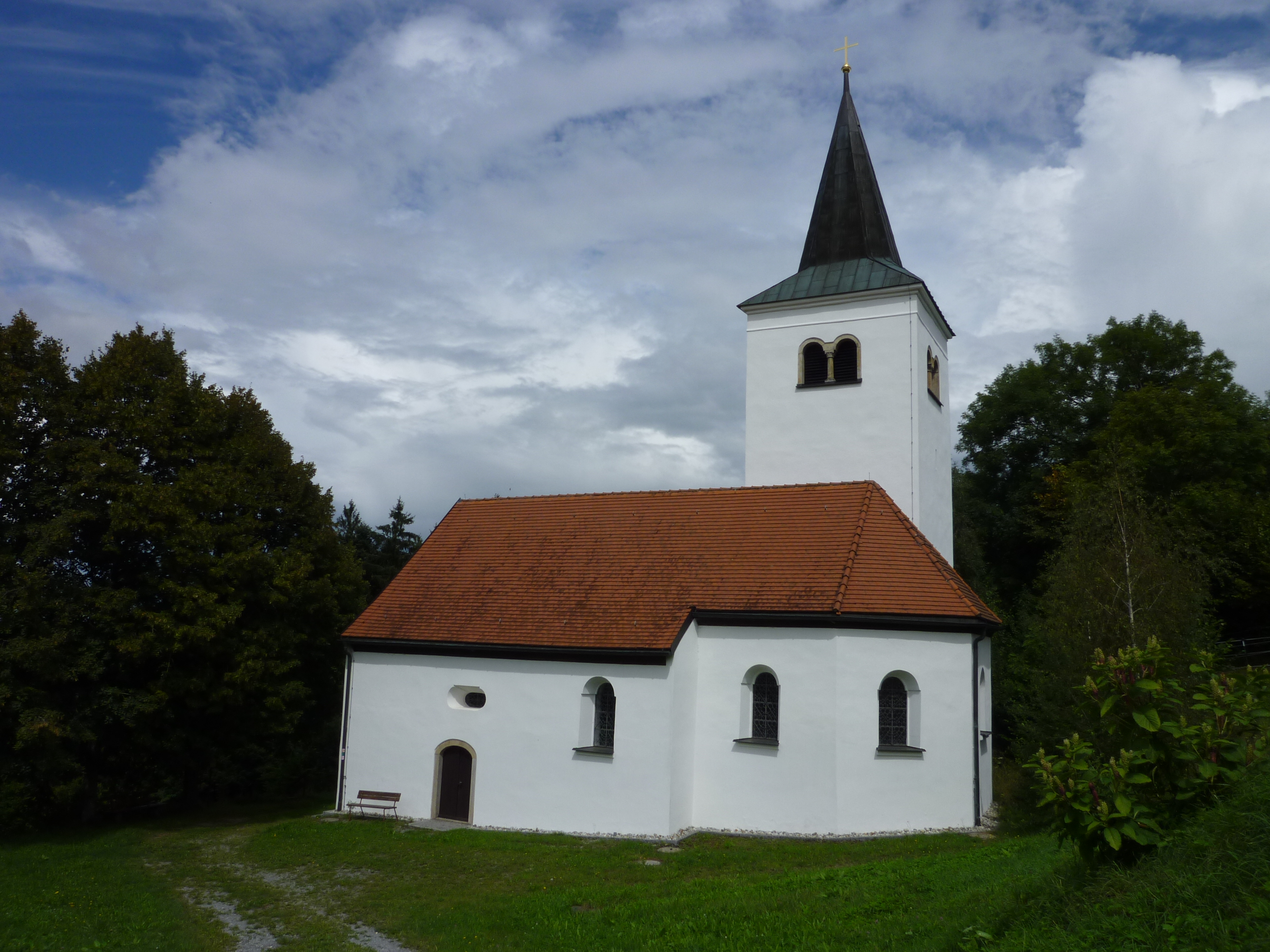
St. Sixtus